# Josep Borrell
Josep Borrell Fontelles (n. 24 aprilie 1947, la Pobla de Segur, Catalonia, Spania) este un politician spaniol-argentinian, care servește ca Înalt Reprezentant al Uniunii pentru Afaceri Externe și Politica de Securitate de la 1 decembrie 2019. Membru al Muncitorilor Socialiști Spanioli (PSOE), a ocupat funcția de Președinte al Parlamentului European din 2004 până în 2007 și ca ministru al afacerilor externe, al Uniunii Europene și al Cooperării în Guvernul Spaniei din 2018 până în 2019.